# Plac Łukiski

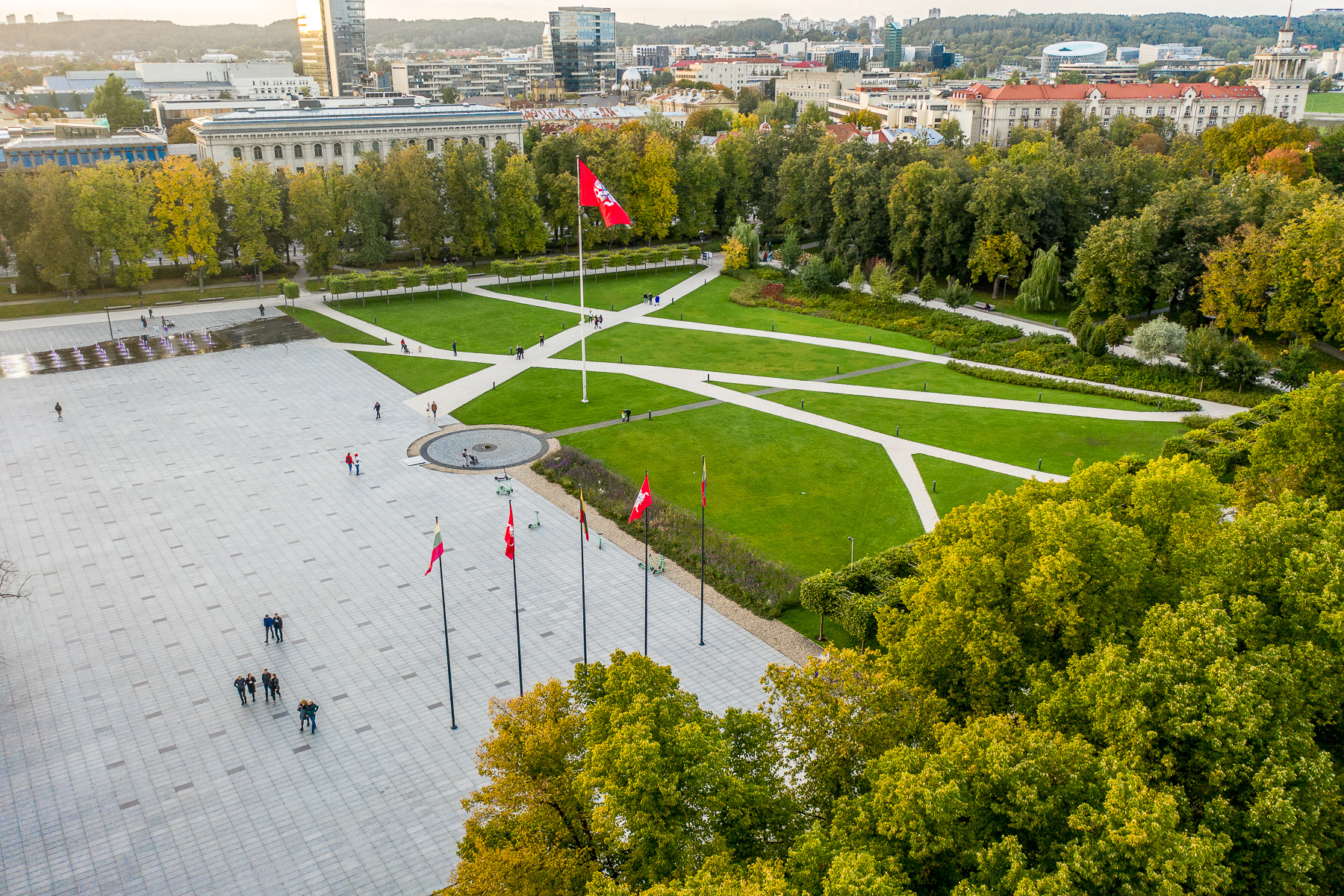

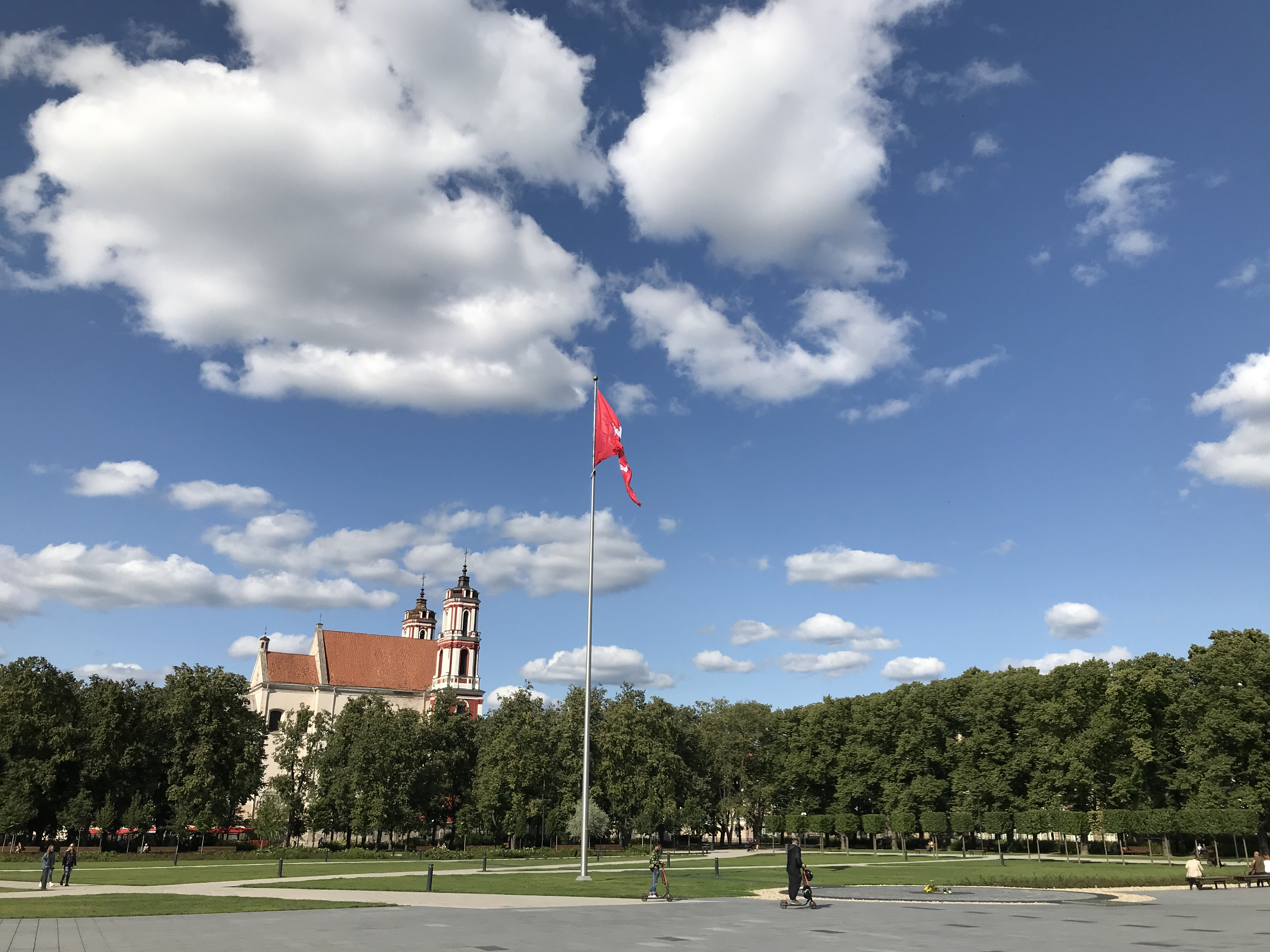
Plac Łukiski z kościołem św. Jakuba i Filipa

Plac Łukiski (lit. Lukiškių aikštė) – największy plac w stolicy Litwy, Wilnie, zlokalizowany w ścisłym centrum miasta. Od południa plac styka się z najważniejszą ulicą Wilna, Prospektem Giedymina (do 1939 Mickiewicza), od wschodu graniczy z Vasario 16-osios gatvė (3-go maja), od zachodu J. Tumo Vaižganto gatvė (Montwiłłowska) i od północy z Lukiškių gatvė (Łukiska).

## Historia

### XV–XVIII wiek
Początki istnienia placu datuje się na połowę XV wieku, jego obszar był wówczas znacznie większy i sięgał brzegu Wilii. Wcześniej, na początku XV wieku książę Witold Kiejstutowicz w północno-zachodniej części osiedlił Tatarskiego, teren ten w późniejszych wiekach nazywano muzułmańską wioską. Teren przyszłego placu prawdopodobnie był łąką lub mało urodzajnym pastwiskiem przeciętym licznymi ścieżkami, które znajdowało się przy drodze wiodącej do Kowna. Pierwsza pisemna wzmianka pochodzi z 1441, kiedy to Kazimierz Jagiellończyk w jednym z przywilejów określił lokalizację Łukiszek. Południową granicę stanowiła wówczas obecna ulica Pamėnkalnio (Portowa), która prowadziła do promu na rzece. Na pochodzącym z XVI wieku planie Brauna zaznaczono w miejscu obecnego placu Łukiskiego chaotycznie rozrzuconą zabudowę. Potwierdza to widok panoramy Wilna namalowany na początku XVII wieku przez Tomasza Makowskiego, gdzie poza widokiem Góry Bouffałowej widać pustą przestrzeń oraz kilka ubogich domostw położonych w jej południowo-zachodniej części. Część gruntów położonych w tej okolicy zakupił kasztelan smoleński Jerzy Chreptowicz i wybudował tu pałac, z okien którego widać było znajdujący się tu cmentarz dla ubogich. Kasztelan podarował przeorowi dominikanów wileńskich 4000 złotych z przeznaczeniem na budowę drewnianego kościoła cmentarnego, w ten sposób powstała pierwsza położona na północ od placu świątynia pw. św. Jakuba i Filipa. Po zniszczeniach w 1655 i 1690 rozpoczęto budowę murowanego kościoła, który konsekrowano w 1727 (obok powstał murowany klasztor, którego budowę zakończono w 1737). W drugiej połowie XVII wieku dość intensywnie rozrastała się położona na zachód od Łukiszek dzielnica portowa i magazynowa. Początkowa luźna zabudowa sprawiała, że nie docierały tu zarazy oraz nie wybuchały wielkie pożary, z czasem, gdy domów przybywało stan ten uległ zmianie. Podczas okupacji rosyjskiej w latach 1655-1660 na pustym placu ulokowano obóz namiotowy, a następnie również skład opału i broni. Zabudowa była uszkadzana lub niszczona podczas kolejnych najazdów wojsk pruskich, rosyjskich i szwedzkich. Opisy i szkice miasta i okolic wykonane przez architekta Wawrzyńca Gucewicza przedstawiają Łukiszki jako pustą przestrzeń, którą opisano jako tereny należące do miasta.

### XVIII–XIX wiek
Znalezienie się Wilna w zaborze rosyjskim dla placu Łukiskiego żadnego znaczenia, opis tego miejsca dokonany przez lekarza Józefa Franka, który zamieszkał w Wilnie w 1805 przedstawia zaniedbaną pustą przestrzeń poza miastem, gdzie piętrzyły się stosy obornika. W tym okresie rozpoczęto budowę drewnianych budynków tworzących osadę położoną przy błotnistym nieutwardzonym placu. Większość z nich była parterowa, wiele służyło za warsztaty lub magazyny. Ok. 1800 w pobliżu kościoła św. Filipa i Jakuba wybudowano lazaret, w 1834 rozpoczęto budowę więzienia, którą ukończono w 1837. Pozostała część placu nadal pełniła funkcje pastwiska przeciętego znaczną ilością dróg i ścieżek. W 1860 władze przeniosły na plac Łukiski największe targowisko miejskie, na którym umieszczono również wagę miejską. Położenie daleko od ówczesnego środka miasta oraz brak infrastruktury wywoływały niezadowolenie zarówno sprzedawców jak i kupców, po każdym deszczu nawierzchnia targu zamieniała się w grząskie bagno. Początkowy obszar 22046 m² w krótkim czasie zmniejszył się do 4000 m². Podczas powstania styczniowego na placu wykonano dwadzieścia jeden wyroków śmierci, dwunastu więźniów powieszono, dziewięciu rozstrzelano. Zginęli tu wówczas m.in. Zygmunt Sierakowski i Konstanty Kalinowski (pamięć o nich upamiętnia znajdująca się przed kościołem płyta z napisem w języku litewskim). W 1875 plac otaczały murowane budynki, w wielu z nich mieściły się sklepy, szynki, kawiarnie i warsztaty. W połowie lat 80. XIX wieku plac został wybrukowany tzw. kocimi łbami. W 1897 na pustym terenie z inicjatywy Salomona Górewicza odbyła się pierwsza w Wilnie wystawa rolnicza, z tej okazji na środku placu ustawiono ogromny namiot.

### XX wiek

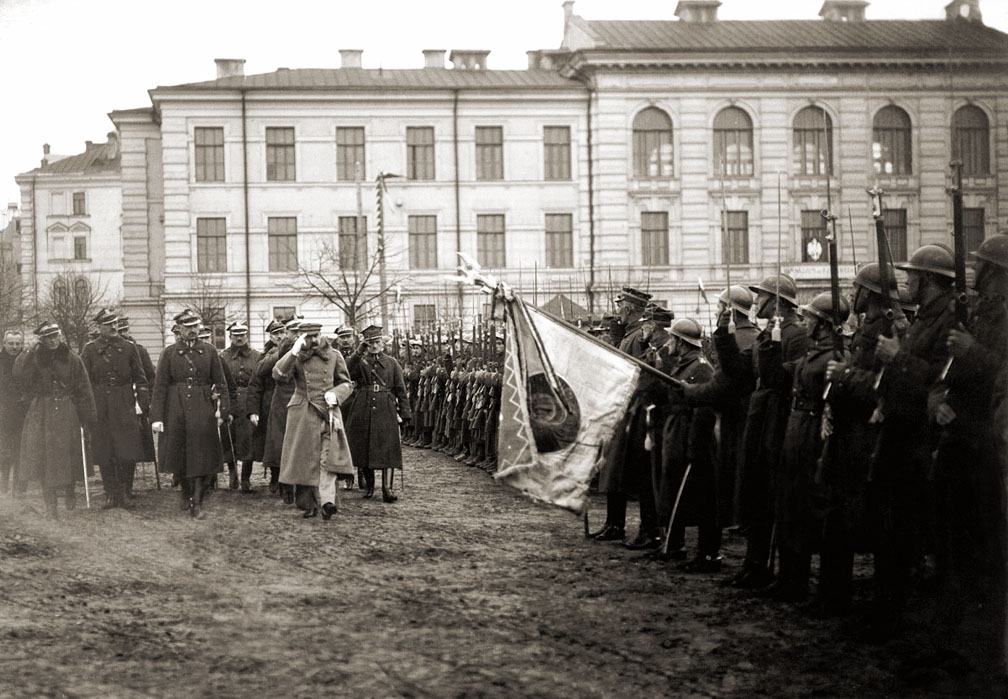
Wilno, Plac Łukiski, 19 kwietnia 1919. Przegląd oddziałów Wojska Polskiego po zajęciu miasta. Za Józefem Piłsudskim generałowie: Edward Śmigły-Rydz, Stanisław Szeptycki, Kazimierz Sosnkowski

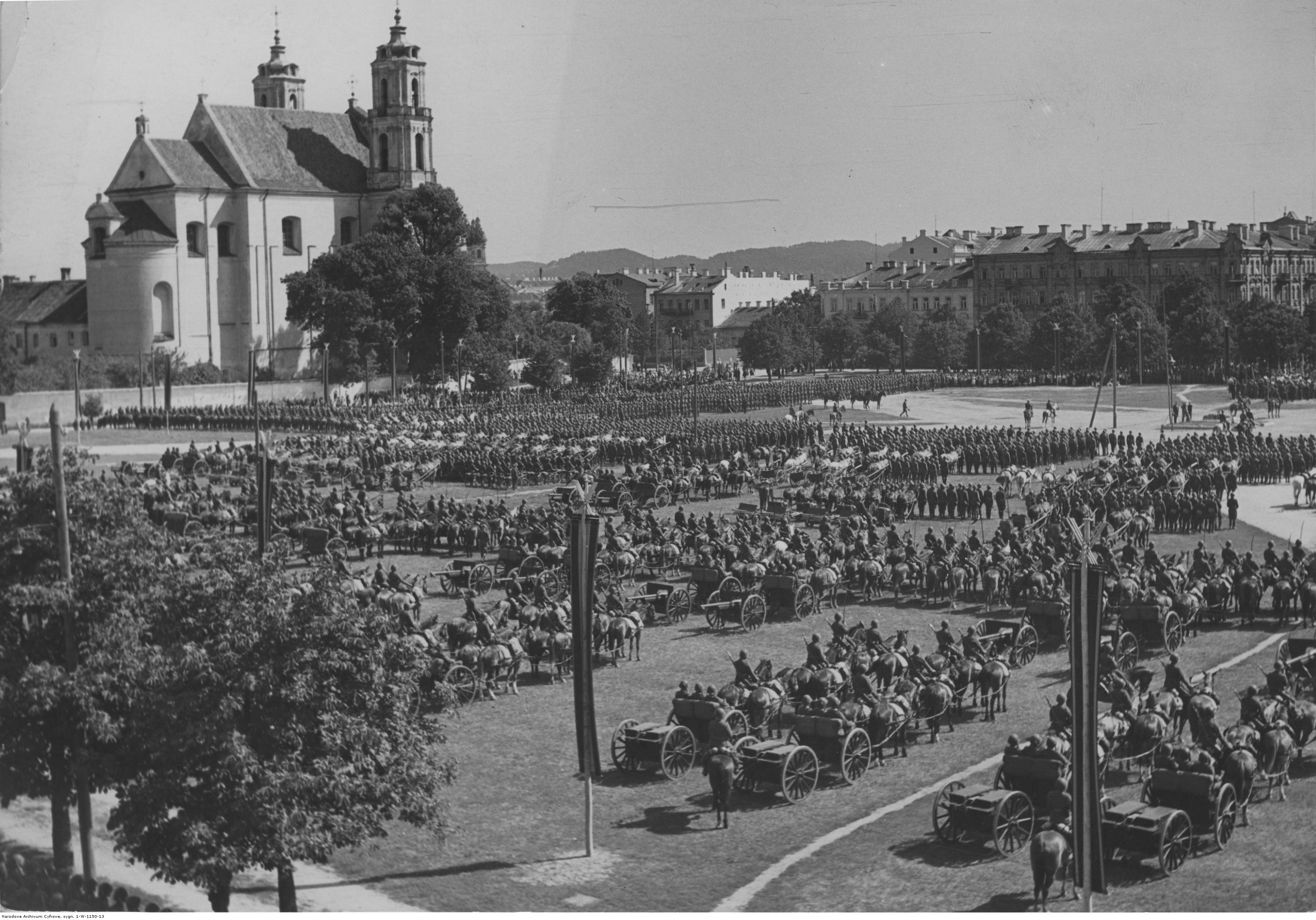
Jubileusz dwudziestopięciolecia 1 Dywizji Piechoty Legionów w Wilnie. Fragment uroczystości na placu Łukiskim, sierpień 1939. W oddali widoczny kościół św. Jakuba i Filipa

Od 1900 na placu odbywał się coroczny jarmark świętojerski, a w 1907 miały tu miejsce pokazy cyrkowe. W tym czasie od strony Gieorgijewskiego Prospiektu (obecnie alei Giedymina) i ulicy Kazańskiej (obecnie Vasario 16-osios) rozpoczęto budowę bulwarów spacerowych. Ogromny wpływ na znaczenie placu Łukiskiego miało rozpoczęcie w 1905 budowy Mostu Zwierzynieckiego, oddano go użytku w 1907. W tym okresie bankier Józef Montwiłł zakupił duży plac, na którym wybudował zespół secesyjnych kamienic nazywanych Kolonią Montwiłłowską. Od 1904 na placu odbywały się słynne wileńskie Kaziuki. W 1936 plac zmienił nazwę, jego patronem został marsz. Józef Piłsudski. W 1939 ograniczono handlową rolę placu i rozpoczęto od południa urządzać zieleń miejską razem z infrastrukturą parkową. W latach 1949–1952 przeprowadzono przebudowę placu według projektu Vladislovo Mikučianio, plac otrzymał wówczas imię Włodzimierza Lenina, a w jego centralnej części ustawiono pomnik radzieckiego rewolucjonisty dłuta Nikołaja Tomskiego. Układ placu wówczas przekomponowano, poprowadzono promieniście alejki wysypane czerwonym tłuczniem, ustawiono ławki i kandelabry nawiązujące wyglądem do pomnika. Po odzyskaniu przez Litwę niepodległości podjęto decyzję o demontażu pomnika Lenina, nastąpiło to 23 sierpnia 1991, równocześnie przywrócono historyczną nazwę. W 2006 ustawiono pomnik deportowanych do Jakucji.

### Współczesność
W okolicach placu mieszczą się ważne budynki rządowe, takie jak Ministerstwo Finansów, Ministerstwo Spraw Zagranicznych, Sąd Apelacyjny, Akademia Muzyczna i Teatralna oraz kościół św. Jakuba i Filipa i klasztor Dominikanów. W okresie międzywojennym plac nosił imię Józefa Piłsudskiego, a w okresie przynależności Litwy do ZSRR Włodzimierza Lenina. Naprzeciwko placu znajduje się także Muzeum Ofiar Ludobójstwa, otwarte w dawnej siedzibie Gestapo, NKWD/KGB w Wilnie.